# Tonahutu Creek
La Tonahutu Creek est un cours d'eau américain qui s'écoule dans le comté de Grand, dans le Colorado. Il prend naissance dans le parc national de Rocky Mountain et se jette dans le North Inlet. On peut remonter une partie de son cours en suivant le Tonahutu Creek Trail, un sentier de randonnée inscrit au Registre national des lieux historiques depuis le 5 mars 2008.